# Pierrefitte-sur-Sauldre
Pierrefitte-sur-Sauldre és un municipi francès, situat al departament del Loir i Cher i a la regió de Centre – Vall del Loira. L'any 2007 tenia 859 habitants.

## Demografia

### Població
El 2007 la població de fet de Pierrefitte-sur-Sauldre era de 859 persones. Hi havia 397 famílies, de les quals 152 eren unipersonals (68 homes vivint sols i 84 dones vivint soles), 145 parelles sense fills, 88 parelles amb fills i 12 famílies monoparentals amb fills.
La població ha evolucionat segons el següent gràfic:
Habitants censats

### Habitatges
El 2007 hi havia 581 habitatges, 409 eren l'habitatge principal de la família, 120 eren segones residències i 52 estaven desocupats. 568 eren cases i 11 eren apartaments. Dels 409 habitatges principals, 284 estaven ocupats pels seus propietaris, 103 estaven llogats i ocupats pels llogaters i 23 estaven cedits a títol gratuït; 1 tenia una cambra, 27 en tenien dues, 95 en tenien tres, 105 en tenien quatre i 182 en tenien cinc o més. 280 habitatges disposaven pel capbaix d'una plaça de pàrquing. A 179 habitatges hi havia un automòbil i a 165 n'hi havia dos o més.

### Piràmide de població
La piràmide de població per edats i sexe el 2009 era:
| Homes | Edats   | Dones |
| ----- | ------- | ----- |
| 0     | 95 o +  | 0     |
| 0     | 90 a 94 | 4     |
| 8     | 85 a 89 | 24    |
| 4     | 80 a 84 | 16    |
| 32    | 75 a 79 | 24    |
| 36    | 70 a 74 | 48    |
| 16    | 65 a 69 | 12    |
| 36    | 60 a 64 | 32    |
| 24    | 55 a 59 | 36    |
| 24    | 50 a 54 | 16    |
| 32    | 45 a 49 | 16    |
| 32    | 40 a 44 | 32    |
| 32    | 35 a 39 | 8     |
| 36    | 30 a 34 | 32    |
| 20    | 25 a 29 | 40    |
| 20    | 20 a 24 | 24    |
| 12    | 15 a 19 | 8     |
| 32    | 10 a 14 | 12    |
| 20    | 5 a 9   | 12    |
| 12    | 0 a 4   | 8     |

## Economia
El 2007 la població en edat de treballar era de 487 persones, 359 eren actives i 128 eren inactives. De les 359 persones actives 330 estaven ocupades (178 homes i 152 dones) i 29 estaven aturades (12 homes i 17 dones). De les 128 persones inactives 60 estaven jubilades, 29 estaven estudiant i 39 estaven classificades com a «altres inactius».

### Ingressos
El 2009 a Pierrefitte-sur-Sauldre hi havia 409 unitats fiscals que integraven 833 persones, la mediana anual d'ingressos fiscals per persona era de 16.919 €.

### Activitats econòmiques
Dels 36 establiments que hi havia el 2007, 1 era d'una empresa alimentària, 3 d'empreses de fabricació d'altres productes industrials, 6 d'empreses de construcció, 4 d'empreses de comerç i reparació d'automòbils, 2 d'empreses de transport, 4 d'empreses d'hostatgeria i restauració, 1 d'una empresa financera, 5 d'empreses de serveis, 4 d'entitats de l'administració pública i 6 d'empreses classificades com a «altres activitats de serveis».
Dels 11 establiments de servei als particulars que hi havia el 2009, 1 era una oficina de correu, 1 una oficina bancària, 2 tallers de reparació d'automòbils i de material agrícola, 1 guixaire pintor, 2 fusteries, 1 electricista, 1 empresa de construcció, 1 perruqueria i 1 agència immobiliària.
Dels 4 establiments comercials que hi havia el 2009, 1 era una botiga de més de 120 m², 1 una botiga de menys de 120 m², 1 una fleca i 1 una peixateria.
L'any 2000 a Pierrefitte-sur-Sauldre hi havia 21 explotacions agrícoles que ocupaven un total de 1.584 hectàrees.

## Equipaments sanitaris i escolars
El 2009 hi havia una escola elemental integrada dins d'un grup escolar amb les comunes properes formant una escola dispersa.

## Poblacions més properes
El següent diagrama mostra les poblacions més properes.